# هيرمان يوهانس لام
هيرمان جوهانس لام (بالهولندية: Herman Johannes Lam)‏ هو عالم نبات هولندي، ولد في 3 يناير 1892 في فيندام في هولندا، وتوفي في 15 فبراير 1977 في لايدن في هولندا.